# بانوی اول روسیه
بانوی اول روسیه (روسی: Первая леди России) اولین بانوی فدراسیون روسیه عنوان نامشخصی است که به همسر رئیس‌جمهور روسیه داده شده است. این پست بسیار جنجالی است. از زمان طلاق رئیس‌جمهور فعلی ولادیمیر پوتین و لودمیلا پوتینا، موقعیت بانوی اول در حال حاضر خالی است.

## بانوان اول روسیه
| ردیف                                                       | عکس                 | نام                                                           | تاریخ ازدواج     | دوره زمانی                    | رئیس‌جمهور      |
| ---------------------------------------------------------- | ------------------- | ------------------------------------------------------------- | ---------------- | ----------------------------- | -------------- |
| ۱                                                          |                     | نینا یلتسین (née Girina) متولد: ۱۴ مارس ۱۹۳۲ ‏(۹۳ سال)         | سپتامبر ۲۸، ۱۹۵۶ | ژوئیه ۱۲، ۱۹۹۱–۳۱ دسامبر 1999 | بوریس یلتسین   |
| لودمیلا پوتینا به عنوان همسر رئیس‌جمهور فعلی ولادیمیر پوتین |                     |                                                               |                  |                               |                |
| ۲                                                          | Lyudmila with Putin | لودمیلا پوتینا (née Shkrebneva) متولد: ۶ ژانویهٔ ۱۹۵۸ ‏(۶۷ سال) | ۲۸ ژوئیه 1983    | ۷ مه ۲۰۰۰–۷ مه ۲۰۰۸           | ولادمیر پوتین  |
| ۳                                                          |                     | سوتلانا مدودف (née Linnik) متولد: ۱۵ مارس ۱۹۶۵ ‏(۶۰ سال)       | دسامبر ۲۴، 1993  | ۷ مه ۲۰۰۸–۷ مه ۲۰۱۲           | دیمیتری مدودف  |
| ۴                                                          | Lyudmila with Putin | لودمیلا پوتینا (née Shkrebneva) متولد: ۶ ژانویهٔ ۱۹۵۸ ‏(۶۷ سال) | ۲۸ ژوئیه ۱۹۸۳    | ۷ مه ۲۰۱۲–۶ ژوئن 2013         | ولادیمیر پوتین |
| -                                                          | خالی                | خالی                                                          | خالی             | ۶ ژوئن ۲۰۱۳-اکنون             | ولادیمیر پوتین |